# كورتني فان بيرن
كورتني فـان بيرن (بالإنجليزية: Courtney Van Buren)‏ هو لاعب كرة قدم أمريكية أمريكي، ولد في 22 فبراير 1980 في سانت لويس في الولايات المتحدة.

## وصلات خارجية
- كورتني فـان بيرن على موقع مرجع كرة القدم المحترفة.كوم (الإنجليزية)